# Juan Adsuara

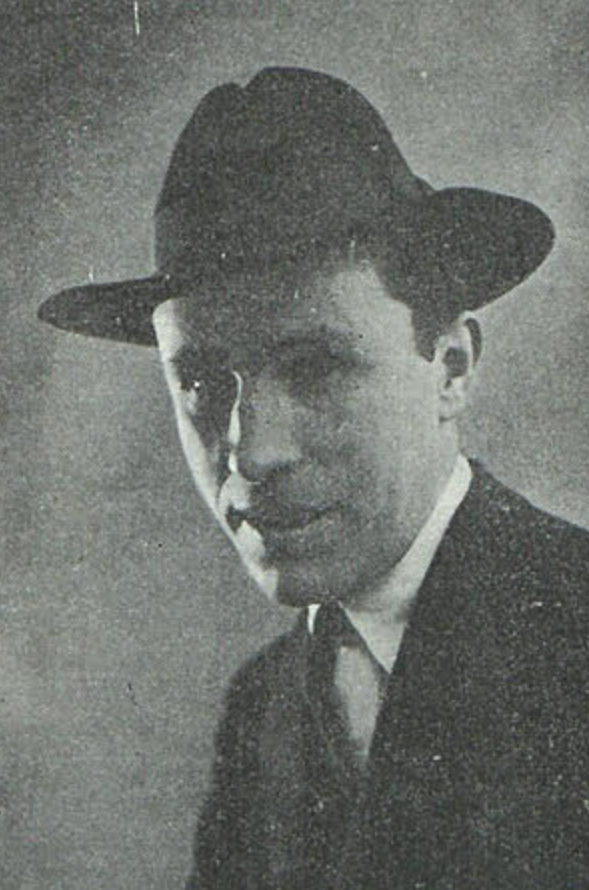
Retrato de Juan Adsuara

Juan Adsuara Ramos (Castellón de la Plana, 31 de julio de 1893-Castellón de la Plana, 17 de enero de 1973) fue un escultor español.

## Biografía

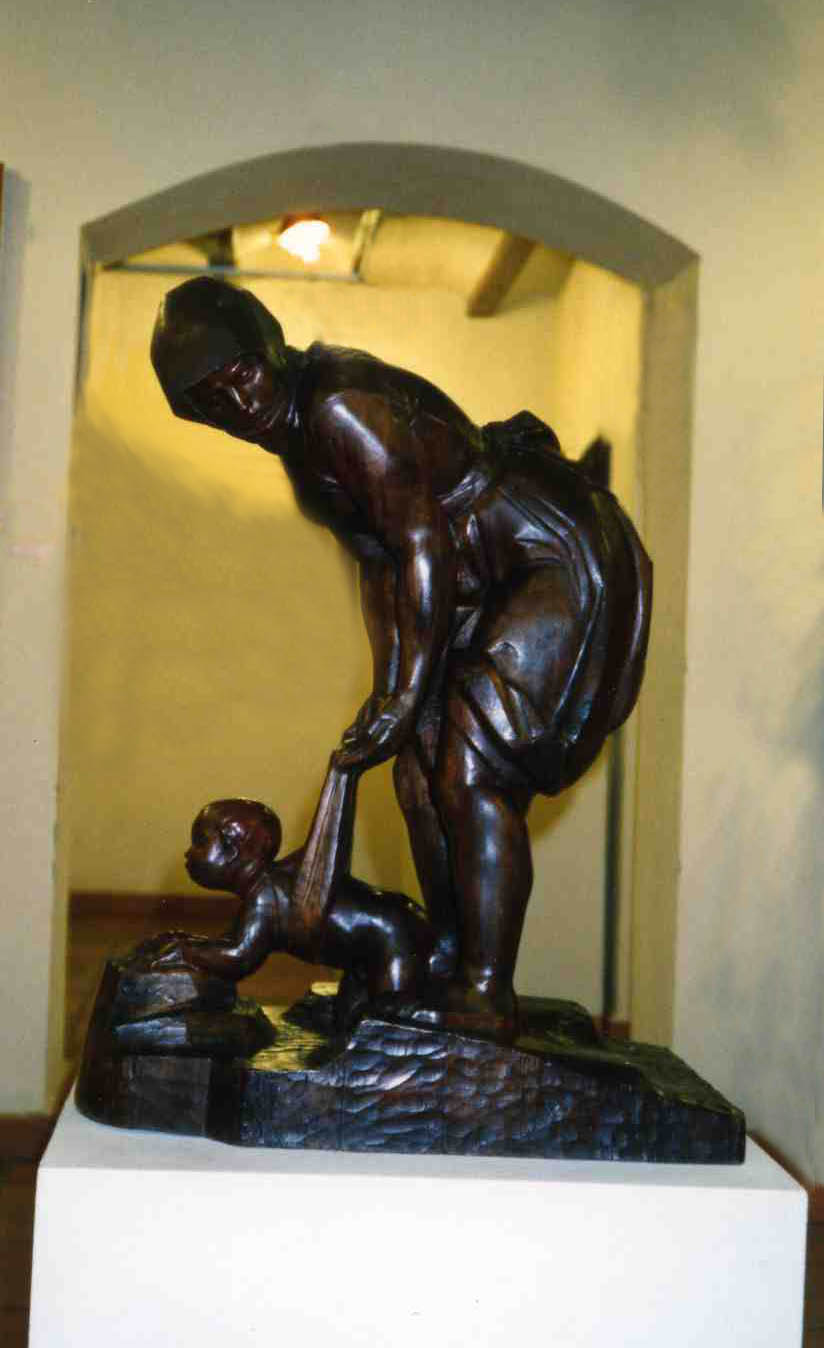
Maternidad en madera.

Consigue una beca para irse a estudiar a la Real Academia de Bellas Artes de San Fernando de Madrid, donde trabajó en un puesto de modelado en un taller de medallas conmemorativas y más tarde en los talleres Granda que se dedicaban a la imaginería hasta el año 1920 en que puede montar taller propio, pues ya a partir de esta fecha su éxito va en aumento y tiene encargos de retratos y de monumentos. En 1932 consigue la cátedra de Dibujo de ropajes y del natural de la Escuela de Bellas Artes de San Fernando, para cubrir la vacante de Julio Romero de Torres, cargo que no abandona hasta su jubilación en 1961. Fue director de la Escuela desde 1958 hasta 1963 que presenta su renuncia. A partir de aquí, sobre todo por problemas de salud, va trabajando cada vez menos; su última exposición es la de Artistas Socios de Honor del Círculo de Bellas Artes de Madrid en el año 1971. Dos años más tarde se traslada a Castellón donde muere el 17 de enero de 1973.
Muy influido por el escultor Victorio Macho, de gran expresividad, su escultura presenta una preocupación por formas y volúmenes. En sus imágenes religiosas se acerca más a la escultura castellana, mientras que en sus figuras femeninas y sus maternidades, son frescas y con unos planos llenos de gracia. Sus obras de madera tallada son exquisitas.

## Reconocimientos
- 1912 Tercera Medalla en la Exposición Nacional de Bellas Artes de Madrid
- 1920 Segunda Medalla en la Exposición Nacional de Bellas Artes de Madrid
- 1923 Primer premio en la Bienal de Venecia (Italia)
- 1924 Primera Medalla en la Exposición Nacional de Bellas Artes de Madrid
- 1929 Premio Nacional de Escultura
- 1947 Académico de la Real Academia de San Fernando de Madrid

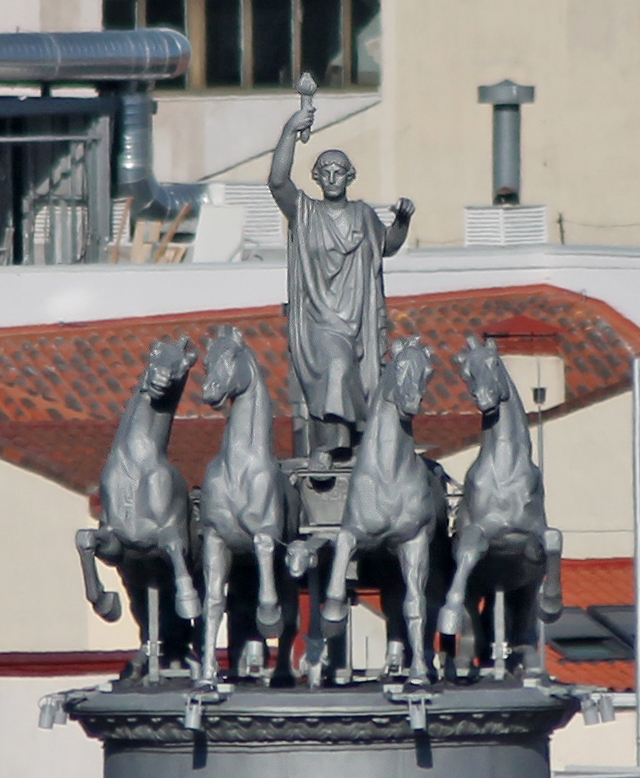
Aurora (Edificio de Seguros La Aurora, Madrid, 1920).

## Monumentos
- Monumento a Tárrega, 1916, Castellón.
- Aurora, Edificio de Seguros La Aurora, 1920, Madrid.
- Monumento al pintor Ribalta, 1927, Castellón.
- Monumento a Cardona Vives, 1963, Castellón.
- Monumento a Perot de Granyana, 1959, Castellón.
- Alegorías de las Artes y la Ciencia en la fachada del Ministerio de Educación de Madrid.
- Relieves del edificio del Banco de Vizcaya en Madrid.
- Monumento a la Reconquista, 1947, Vigo.
- Monumento a Vicente Manterola, 1949, San Sebastián.
- Monumento a Francisco de Aguirre, La Serena (Chile).

## Obra

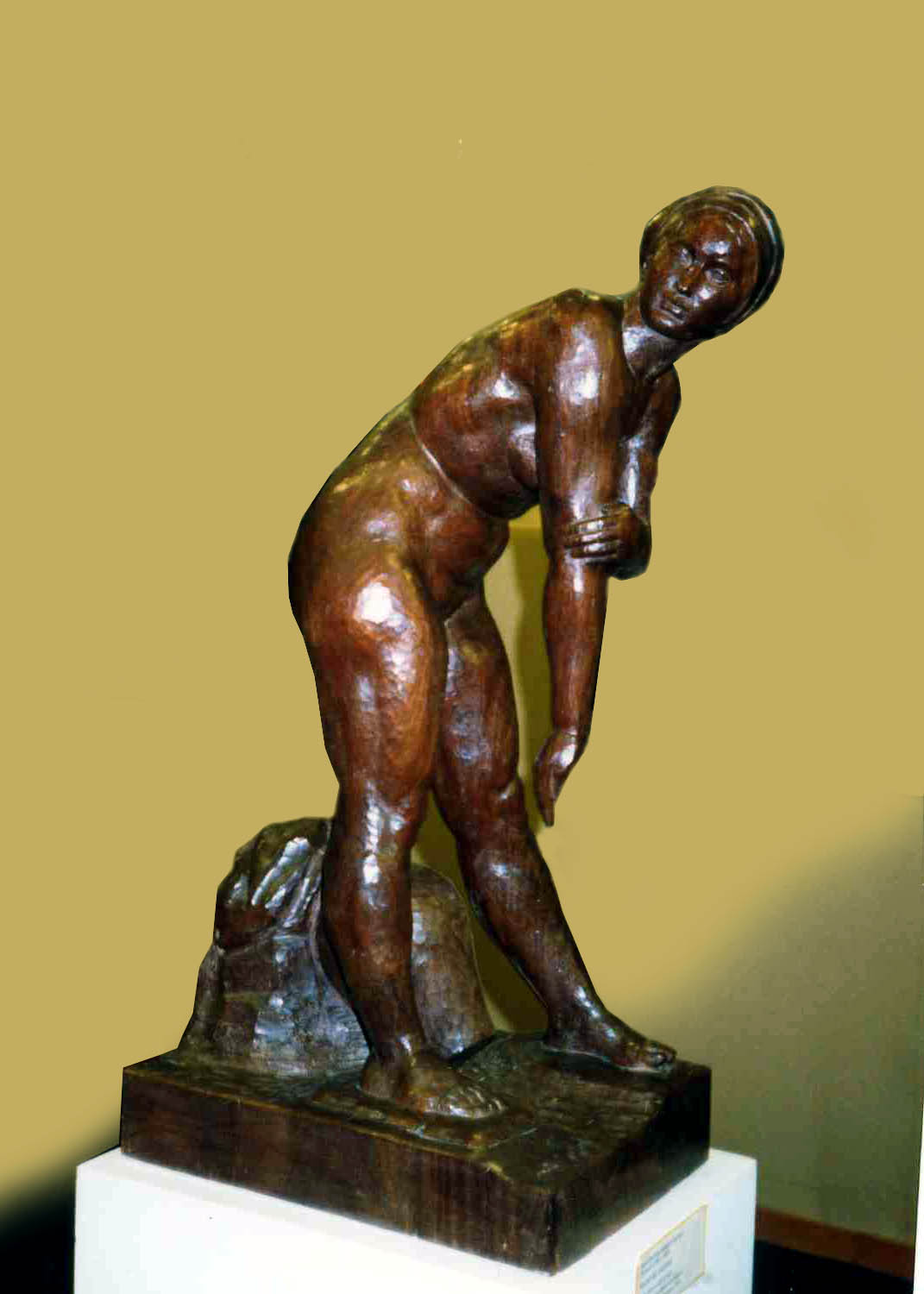
Mujer del Cántaro Talla en madera.

- Mi Madre (relieve) 1916
- Madrileña 1917
- Cadencia 1920
- La Carga (maternidad) 1923
- Maternidad 1927
- Las Artes 1929
- La Ciencia 1929
- Mujer del Cántaro 1934
- Formentera 1955

### Religiosa
- San Isidoro en la Iglesia del Espíritu Santo de Madrid
- San Pedro en la Iglesia Espíritu Santo en Madrid
- Púlpito en la Iglesia Espíritu Santo en Madrid
- Bajorrelieve frontal del altar mayor en la Iglesia Espíritu Santo en Madrid
- Conjunto del presbiterio en la Iglesia del Espíritu Santo de Madrid
- Inmaculada Concepción Capilla "Villa Elisa" en Benicasim (Castellón)
- Virgen del Carmen. Museo Provincial Bellas Artes de Castellón
- Monumento al Sagrado Corazón de Jesús en Bilbao
- Cristo crucificado para la Cofradía de la Purísima Sangre de Jesús, Castellón de la Plana
- Virgen Dolorosa para la Cofradía de la Purísima Sangre de Jesús, Castellón de la Plana